# Andamiro
Anadamiro Co., Ltd est une entreprise qui exerce son activité dans le domaine de l'informatique et du développement de jeux d'arcade et jeux de rachat, de jeux vidéo d'arcade, pour PC et console, fondée en 1992 sous l’appellation Oskan Co., Ltd à Séoul en Corée du Sud. Anadamiro possède aussi des salles d'arcade dans différents Game Center en Corée du Sud

## Description
L'entreprise est fondée à l’époque sous l’appellation Oksan. En 1999, elle est renommée Anadamiro. En 2001, Andamiro ouvre une filiale américaine à Gardena en Californie. En 2011, Andamiro ouvre une filiale en Chine à Changhang-dong. Andamiro est très connu pour la série de jeux de danse Pump It Up, ainsi que pour la production de bornes dédiées pour In the Groove 2.

## Liste de jeux

### Jeu vidéo
- Hit The Beat (2014)
- Pump Jump
- In the Groove 2
- Pump It Up
- Pump It Up: 1st Dance Floor
- Pump It Up: 2nd Dance Floor
- Pump It Up: 3rd O.B.G Dance Floor
- Pump It Up: 3rd S.E
- Pump It Up: The Collection
- Pump It Up: Perfect Collection
- Pump It Up Extra
- Pump It Up: The Premiere
- Pump It Up: The Prex
- Pump It Up: Rebirth
- Pump It Up: The Premiere 2
- Pump It Up: The Prex 2
- Pump It Up: The Premiere 3
- Pump It Up: The Prex 3
- Pump It Up Exceed
- Pump It Up Exceed 2
- Pump It Up Zero
- Pump It Up NX / New Xenesis
- Pump It Up Pro
- Pump It Up NX 2 / Next Xenesis
- Pump It Up NXA / NX Absolute
- Pump It Up Pro 2
- Pump It Up 2010: Fiesta
- Pump It Up 2011: Fiesta EX
- Pump It Up: Infinity
- Pump It Up 2013: Fiesta 2

### Jeux de rachat
- Color Blocks
- Color Boyz
- Dino Family
- GO STOP
- LOBSTER ROBOT
- Dolphin Show
- Teeter Totter Castle
- Hammer2
- All Aboard
- Magic Shot
- i CUBE
- Winners' Cube
- Winners' Cube-DX
- Winners' Cube-CS
- Winners' Ringer

### Jeux d'arcade
- Thunder - King Of The Hammer II
- Dragon Punch 2
- En Shoot
- Over the top
- Muay Thai
- King of the Hammer-SD
- King of the Hammer-DX
- Dragon Punch
- Penalty Shot